# Wioślarstwo na Igrzyskach Imperium Brytyjskiego 1930
Na zawodach wioślarskich podczas I Igrzysk Imperium Brytyjskiego w 1930 roku rozegrano pięć konkurencji męskich. Klasyfikację medalową w tej dyscyplinie wygrała reprezentacja Anglii.

## Rezultaty
| Konkurencja           | |         | |                               | |                               |
| Konkurencja           | Zawodnik | Wynik   | Zawodnik | Wynik                         | Zawodnik | Wynik                         |
| --------------------- | --- | ------- | --- | ----------------------------- | --- | ----------------------------- |
| Jedynki               | Henry Pearce | 8:03,60 | Jack Beresford | nieznany                      | Fred Bradley | nieznany                      |
| Dwójki                | Elswood Bole / Bob Richards | 7:48,00 | Startowała tylko jedna załoga | Startowała tylko jedna załoga | Startowała tylko jedna załoga | Startowała tylko jedna załoga |
| Czwórki bez sternika  | Anglia F.M.L Fitzwilliams A.J. Halby Hugh Edwards Humphrey Boardman                                                                        | 7:04,60 | Kanada J. Gayner J. Fleming O.G. Bellew Henry Pelham                                                                                      | nieznany                      | Nowa Zelandia Barry Johnson Vic Olsson Alex Ross Charley Saunders                                                                  | nieznany                      |
| Czwórki ze sternikiem | Nowa Zelandia Mick Brough John MacDonald Ben Waters Bert Sandos Arthur Eastwood                                                            | 8:02,00 | Kanada B.L. Gales R.S. Evans J.A. Butler H.R. McCuaig A. Miles                                                                            | nieznany                      | Gujana Brytyjska J.L. Matthews F.O. Comes P. Bagley E.M. Gonsales J. Jardin                                                        | nieznany                      |
| Ósemki                | Anglia A.J. Halby D.E.L. Howitt F.M.L Fitzwilliams Humphrey Boardman Hugh Edwards J.A. Brown J.H. Crawford R. Close-Brooke Terence O’Brien | 6:37,00 | Nowa Zelandia Arthur Eastwood Bert Sandos Charley Saunders Ben Waters Mick Brough Frederick Thompson John Gilby John MacDonald Vic Olsson | nieznany                      | Kanada Albert Taylor Don Boal Earl Eastwood Harry Fry Joseph Zabinsky Joseph Bowkes Leslie MacDonald William Moore William Thoburn | nieznany                      |

## Tabela medalowa
| Poz. | Państwo          |   |   |   | Łącznie |
| 1    | Anglia           | 2 | 1 | 1 | 4       |
| 2    | Kanada           | 1 | 2 | 1 | 4       |
| 3    | Nowa Zelandia    | 1 | 1 | 1 | 3       |
| 4    | Australia        | 1 | - | - | 1       |
| 5    | Gujana Brytyjska | - | - | 1 | 1       |